# 1461
| [ Edytuj tabelę ]                          | |
| Król Polski                                | - 1447 Kazimierz IV Jagiellończyk 1492 |
| Książę Albanii                             | - 1443 Skanderbeg 1468 - 1446 Lekë Dukagjini 1481 |
| Współksiążęta Andory                       | - 1437 Arnau Roger de Pallars 1461 - 1461 Jaume de Cardona i Gandia 1466 - 1436 Gaston IV 1472 |
| Król Anglii                                | - 1422 Henryk VI 1461 - 1461 Edward IV 1470 |
| Król Aragonii i Walencji, hrabia Barcelony | - 1458 Jan II Aragoński 1479 |
| Władca Azteków                             | - 1440 Montezuma I 1468 |
| Elektor Brandenburgii                      | - 1440 Fryderyk II Żelazny 1471 |
| Książę Bawarii-Landshut                    | - 1450 Ludwik IX Bogaty 1479 |
| Książę Bawarii-Monachium                   | - 1460 Jan IV 1463 - 1460 Zygmunt 1501 |
| Książę Burgundii                           | - 1419 Filip III Dobry 1467 |
| Sułtan Brunei                              | - 1433 Sulaiman 1473 |
| Cesarz Chin                                | - 1457 Zhu Qizhen 1464 |
| Król Cypru                                 | - 1458 Charlotta Cypryjska 1464 |
| Król Czech                                 | - 1458 Jerzy z Podiebradów 1471 |
| Król Danii                                 | - 1448 Chrystian I 1481 |
| Dalajlama                                  | - 1391 Gendun Drup 1474 |
| Władca Egiptu                              | - 1453 Al-Aszraf Inal 1461 - 1461 Al-Mu’ajjad Ahmad 1461 - 1461 Chuszkadan 1467 |
| Cesarz Etiopii                             | - 1434 Zara Jaykob Konstantyn 1468 |
| Król Francji                               | - 1422 Karol VII 1461 - 1461 Ludwik XI 1483 |
| Król Gruzji                                | - 1446 Jerzy VIII 1465 |
| Hrabia Holandii                            | - 1433 Filip III Dobry (z Burgundii) 1467 |
| Władca Inków                               | - 1438 Pachacutec 1471 |
| Cesarz Japonii                             | - 1428 Go-Hanazono 1464 |
| Kalif                                      | - 1455 Al-Mustandżid 1479 |
| Król Kastylii i Leónu                      | - 1454 Henryk IV 1474 |
| Władca Korei                               | - 1455 Sejo 1468 |
| Wielki książę litewski                     | - 1440 Kazimierz IV Jagiellończyk 1492 |
| Cesarz Majapahitu                          | - 1456 Girishawardhana 1466 |
| Sułtan Maroka                              | - 1421 Abdulhak II 1465 |
| Książę Mediolanu                           | - 1450 Franciszek I 1466 |
| Senior Monako                              | - 1458 Lambert Grimaldi 1494 |
| Wielki książę moskiewski                   | - 1425 Wasyl II Ślepy 1462 |
| Król Nawarry                               | - 1441 Jan II Aragoński 1479 |
| Król Norwegii                              | - 1450 Chrystian I 1481 |
| Sułtan Omanu                               | - 1451 Umar ibn al-Chattab 1490 |
| Elektor Palatynatu                         | - 1449 Fryderyk I 1476 |
| Papież                                     | - 1458 Pius II 1464 |
| Król Portugalii                            | - 1438 Alfons V 1481 |
| Cesarz Rzymski (niemiecki)                 | - 1440 Fryderyk III Habsburg 1493 |
| Kapitanowie Regenci San Marino             | - 1460 Cecco di Giovanni da Valle Simone di Marino di Giovanni 1461 - 1461 Simone di Antonio Belluzzi Francesco di Giovanni Sabattini 1461 - 1461 Menetto di Menetto Bonelli Bianco di Antonio 1462 |
| Elektor Saksonii                           | - 1428 Fryderyk II Łagodny 1464 |
| Król Szkocji                               | - 1460 Jakub III 1488 |
| Król Szwecji                               | - 1457 Chrystian I Oldenburg 1464 |
| Król Tajlandii                             | - 1448 Borommatrailokkanat 1488 |
| Sułtan Turków                              | - 1451 Mehmed II Zdobywca 1481 |
| Doża Wenecji                               | - 1457 Pasqual Malipiero 1462 |
| Król Węgier                                | - 1458 Maciej Korwin 1490 |
| Cesarz Wietnamu                            | - 1460 Lê Thánh Tông 1497 |
| Wielki mistrz zakonu krzyżackiego          | - 1450 Ludwig von Erlichshausen 1467 |

Rok 1461 / MCDLXI
stulecia: XIV wiek ~
XV wiek ~
XVI wiek

lata: 1451 «
1456 «
1457 «
1458 «
1459 «
1460 «
1461
» 1462
» 1463
» 1464
» 1465
» 1466
» 1471

## Wydarzenia w Polsce
- 16 lipca – w kościele Krakowie starosta rabsztyński Andrzej Tęczyński został zlinczowany przez tłum mieszczan w odwecie za pobicie miejscowego płatnerza.
- 6 grudnia-18 grudnia – w Korczynie obradował sejm walny[1].
- obradował Sejm Wielkiego Księstwa Litewskiego w Wilnie[2].

## Wydarzenia na świecie
- 2 lutego – Wojna Dwóch Róż: zwycięstwo Yorków w bitwie pod Mortimer’s Cross.
- 12 lutego – Wojna Dwóch Róż: zwycięstwo armii Lancasterów nad Yorkami w II bitwie pod St Albans.
- 4 marca – Edward IV York został królem Anglii.
- 28 marca – Wojna Dwóch Róż: nierozstrzygnięta bitwa pod Ferrybridge.
- 29 marca – Wojna Dwóch Róż: w bitwie pod Towton Edward IV York pokonał Lancasterów.
- 28 czerwca – Edward IV York został koronowany na króla Anglii.
- 15 sierpnia
  - Mehmed II anektował Cesarstwo Trapezuntu.
  - Ludwik XI został koronowany w Reims na króla Francji.
- Wydrukowano pierwsze książki w języku narodowym: Edelstein i Ackermann aus Böhmen (Bamberg).

## Urodzili się
- kwiecień – Anna de Beaujeu, księżniczka francuska, księżna de Burbon, regentka Francji (zm. 1522)
- 3 maja – Raffaele Sansoni Riario, włoski kardynał (zm. 1521)
- 5 sierpnia – Aleksander Jagiellończyk, król Polski (zm. 1506)

## Zmarli
- 22 lipca – Karol VII Walezjusz, król Francji (ur. 1403)
- 21 września – Zofia Holszańska, księżniczka ruska, królowa Polski jako żona Władysława Jagiełły (ur. ok. 1405)